# Chytridiales
Ordre
Les Chytridiales sont un ordre de champignons microscopiques (chytrides) de la classe des Chytridiomycetes. 

## Classification
Autrefois classés parmi les Protoctista, ils sont aujourd'hui considérés comme des champignons car disposant de parois cellulaires de chitine, de zoospores à flagelle postérieur, et parce qu'ils ont une nutrition acquise par absorbanioin et utilisant le glycogène comme composé accumulateur d'énergie et parce qu'ils synthétisent la lysine par la voie de l'acide α-aminobipique (AAA).

## Spécificités
Ils peuvent dégrader la chitine et kératine d'autres organismes morts et parfois vivants (ce qui fait de certaines espèces aquatiques un pathogène redoutable pour les amphibiens).

## Étymologie
Le nom de ce taxon provient du mot grec chytridion (signifiant  « petit pot ») en raison de la forme inhabituelle de la structure contenant les zoospores des premières espèces décrites.

## Histoire
En raison de leur taille microscopique et de leur transparence, ils sont longtemps passés inaperçus ou ont été confondus avec d'autres organismes (protistes nanoflagellés quand il s'agissait de zoospores fongiques) ; 
C'est d'abord grâce à des travaux de clonage et de séquençage de l'ADN ribosomal 18S extrait du plancton lacustre  de 0,6 à 5 μm  qu'on a montré qu'ils étaient en réalité très abondants dans les lacs et d'autres milieux aquatiques où ils semblent généralement jouer le rôle de parasites ou de saprotrophes obligatoires, ce qui oblige à réviser la conception qu'on avait des réseaux trophiques microbiens aquatiques, en accordant plus d'importance au parasitisme et à la saprotrophie.
On les observe le plus souvent aux stades flagellés (zoospores) au moment de leurs disséminations. Les premiers spécimens décrits étaient surtout des Chytridiales (parasites obligatoires du phytoplancton, notamment des diatomées selon Kagami et al., 2007).
Cet ordre est encore mal connu et on découvre encore de nouvelles espèces et genre.

## Liste des familles
Selon Catalogue of Life (9 novembre 2014) :
- famille des Chytridiaceae
- famille des Chytriomycetaceae
- famille des Cladochytriaceae
- famille des Endochytriaceae
- famille des Nowakowskiellaceae
- famille des Septochytriaceae
- famille des Synchytriaceae